# فهم عرفی
خرد عرفی، فهم عرفی یا حکمت  مرسوم (به انگلیسی: Conventional wisdom) می‌تواند به عنوان نگرشی به زندگی مدنظر قرار بگیرد. مبانی این نگرش عمدتاً مبتنی بر آموزه‌هایی در باب شعور متعارف از فلاسفه تحلیلی و پراگماتیست به‌ویژه جورج ادوارد مور و ویلیام جیمز می‌باشد.
پیش از آنکه ادوارد مور خطابه‌ای در دفاع از شعور متعارف ارائه کند ویلیام جیمز در سخنرانی‌های خود در باب پراگماتیسم تبیین کاملی از شعور متعارف ارائه کرد. فهم عرفی طبعاً نمی‌تواند با ایده‌آلیسم نسبتی داشته باشد.